# Bịt mắt bắt dê

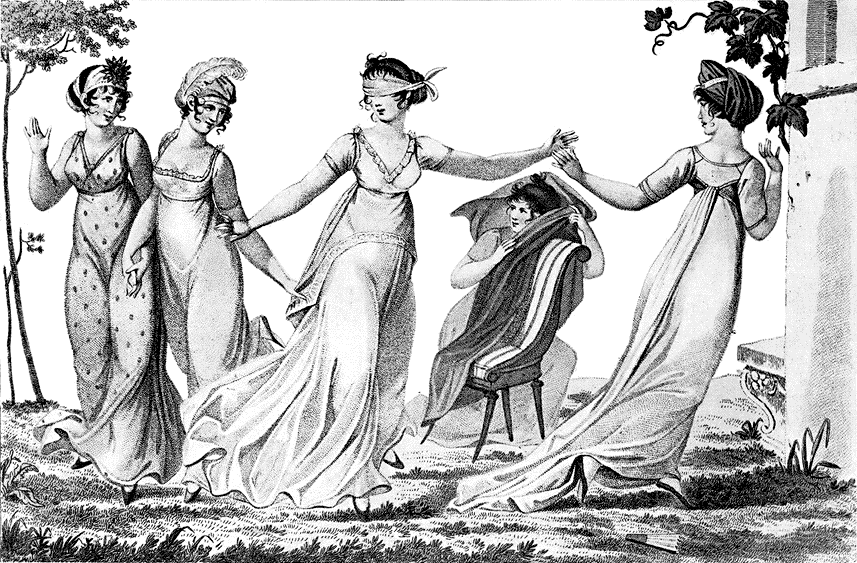
Phụ nữ chơi bịt mắt bắt dê năm 1803

Bịt mắt bắt dê  (tiếng Anh: blind man's bluff) là một biến thể của trò chơi đuổi bắt, trong đó một người chơi sẽ bị bịt mắt và cố gắng bắt những người khác trong một phạm vi sân chơi giới hạn. Người bị bắt sẽ thua cuộc và phải thế chỗ cho người bắt.

## Đồng dao
Một bầy trẻ nhỏ
Bịt mắt bắt dê
Dê vấp bờ hè
Ngã kềnh bốn vó
Mọi người cười rộ
Cố đuổi vòng quanh
Dê chạy thật nhanh
Túm ngay một chú

## Hình ảnh

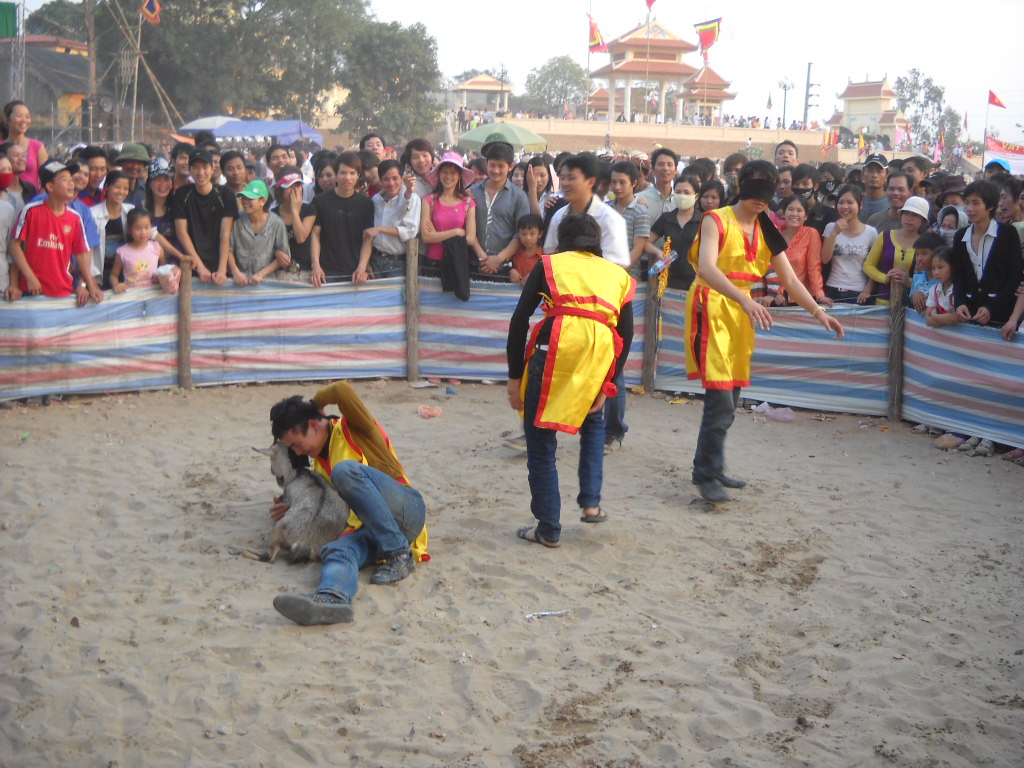
Chơi bịt mắt bắt dê với dê thật
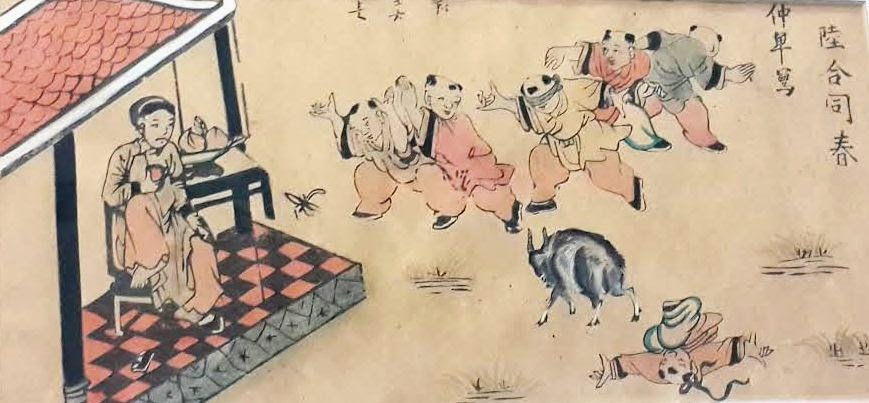
Tranh dân gian Đông Hồ
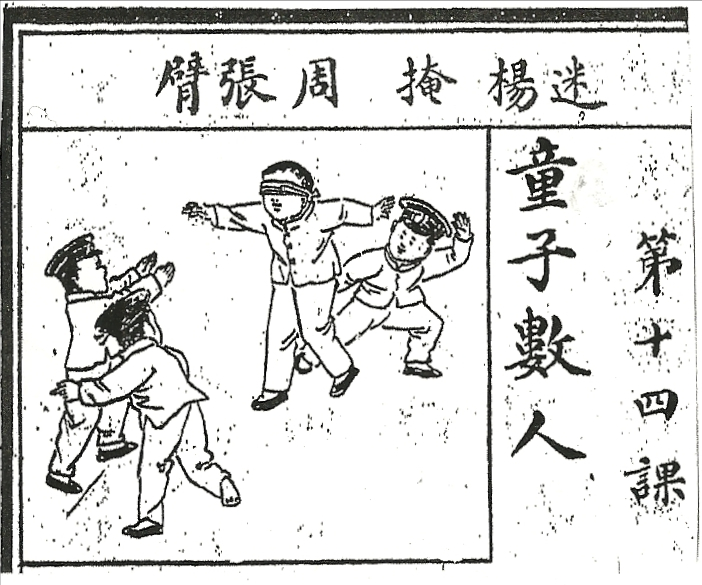